# Sport-Verein Werder von 1899 1974-1975
Questa voce raccoglie le informazioni riguardanti il Sport-Verein Werder von 1899 nelle competizioni ufficiali della stagione 1974-1975.

## Stagione
Nella stagione 1974-1975 il Werder Brema, allenato da Sepp Piontek, concluse il campionato di Bundesliga al 15º posto. In Coppa di Germania il Werder Brema fu eliminato ai quarti di finale dal Duisburg.

## Rosa
| N. |                     | Ruolo | Calciatore           |
| -- | ------------------- | ----- | -------------------- |
|    | Germania (bandiera) | P     | Dieter Burdenski     |
|    | Germania (bandiera) | P     | Rolf Meyer           |
|    | Germania (bandiera) | D     | Rudi Assauer         |
|    | Germania (bandiera) | D     | Uwe Erkenbrecher     |
|    | Germania (bandiera) | D     | Karlheinz Geils      |
|    | Germania (bandiera) | D     | Horst-Dieter Höttges |
|    | Germania (bandiera) | D     | Karl-Heinz Kamp      |
|    | Germania (bandiera) | D     | Mario Kontny         |
|    | Germania (bandiera) | D     | Dieter Zembski       |
|    | Germania (bandiera) | C     | Uwe Bracht           |
|    | Germania (bandiera) | C     | Bernd Brexendorf     |

| N. |                      | Ruolo | Calciatore         |
| -- | -------------------- | ----- | ------------------ |
|    | Germania (bandiera)  | C     | Peter Dietrich     |
|    | Germania (bandiera)  | C     | Franz Hiller       |
|    | Germania (bandiera)  | C     | Jürgen Röber       |
|    | Danimarca (bandiera) | C     | Per Røntved        |
|    | Germania (bandiera)  | A     | Werner Görts       |
|    | Germania (bandiera)  | A     | Urban Klausmann    |
|    | Germania (bandiera)  | A     | Volker Ohling      |
|    | Germania (bandiera)  | A     | Franz-Josef Ripke  |
|    | Danimarca (bandiera) | A     | Poul-Erik Thygesen |
|    | Germania (bandiera)  | A     | Werner Weist       |

## Organigramma societario
Area tecnica
- Allenatore: Sepp Piontek
- Allenatore in seconda:
- Preparatore dei portieri:
- Preparatori atletici:

## Calciomercato

### Sessione estiva
| Acquisti | Acquisti     | Acquisti   | Acquisti |
| R.       | Nome         | da         | Modalità |
| -------- | ------------ | ---------- | -------- |
| C        | Franz Hiller | Elche      |          |
| C        | Jürgen Röber | TuS Lingen |          |

| Cessioni | Cessioni          | Cessioni           | Cessioni |
| R.       | Nome              | a                  | Modalità |
| -------- | ----------------- | ------------------ | -------- |
| P        | Günter Bernard    | Atlas Delmenhorst  |          |
| A        | Uwe Dreyer        | Barmbek-Uhlenhorst |          |
| A        | Hans-Gerd Schildt | Borussia Dortmund  |          |

### Sessione invernale
| Acquisti | Acquisti | Acquisti | Acquisti |
| R.       | Nome     | da       | Modalità |
| -------- | -------- | -------- | -------- |

| Cessioni | Cessioni | Cessioni | Cessioni |
| R.       | Nome     | a        | Modalità |
| -------- | -------- | -------- | -------- |

## Risultati

### Bundesliga

#### Girone di andata
| Arbitro: | Eschweiler |

|  |           |                                       |
|  | Marcatori | 24’ Nickel 42’ Trinklein 89’ Rohrbach |

| Arbitro: | Meuser |

|                                     |           |  |
| Geyer 14’, 24’, 89’ Stolzenburg 76’ | Marcatori |  |

| Arbitro: | Fork |

|                                           |           |              |
| Görts 70’ Klausmann 75’ Bracht 82’ (rig.) | Marcatori | 22’ Sandberg |

| Arbitro: | Dreher |

|                                         |           |  |
| Worm 33’ Bücker 39’ Dietz 68’ Thies 80’ | Marcatori |  |

| Brema 21 settembre 1974, ore 15:30 CET 5ª giornata | Werder Brema | 0 – 0 referto | Rot-Weiss Essen | Weserstadion (10 000 spett.)\| Arbitro: \| Schmoock \| |
| Arbitro:                                           | Schmoock     |               |                 |                                                        |

| Arbitro: | Messmer |

|                                          |           |            |
| Balte 29’ (rig.) Kaczor 70’ Tenhagen 77’ | Marcatori | 90’ Ohling |

| Brema 4 ottobre 1974, ore 20:00 CET 7ª giornata | Werder Brema | 0 – 0 referto | Fortuna Düsseldorf | Weserstadion (14 500 spett.)\| Arbitro: \| Berner \| |
| Arbitro:                                        | Berner       |               |                    |                                                      |

| Arbitro: | Hennig |

|                           |           |  |
| Hoeneß 19’ Kapellmann 63’ | Marcatori |  |

| Arbitro: | Weyland |

|                                        |           |                                                                         |
| Ohling 8’ Assauer 40’ (rig.) Weist 74’ | Marcatori | 47’, 66’ Kostedde 50’ (rig.) Ritschel 58’ Janzon 61’ Schwemmle 88’ Held |

| Arbitro: | Eschweiler |

|                         |           |  |
| Grau 47’ Hermandung 89’ | Marcatori |  |

| Arbitro: | Waltert |

|                                                              |           |                         |
| Røntved 24’ Ohling 55’ Höttges 72’ (rig.) Weist 79’ Kamp 83’ | Marcatori | 27’ Weller 75’ Ohlicher |

| Arbitro: | Berner |

|                                          |           |             |
| Konopka 5’ (rig.) Simmet 73’ Overath 77’ | Marcatori | 84’ Höttges |

| Arbitro: | Aldinger |

|                    |           |          |
| Weist 74’ Kamp 90’ | Marcatori | 40’ Nagy |

| Arbitro: | Schmoock |

|                              |           |  |
| Fischer 19’ Lütkebohmert 43’ | Marcatori |  |

| Braunschweig 30 novembre 1974, ore 15:30 CET 15ª giornata | Eintracht Braunschweig | 0 – 0 referto | Werder Brema | Stadion an der Hamburger Straße (17 000 spett.)\| Arbitro: \| Weyland \| |
| Arbitro:                                                  | Weyland                |               |              |                                                                          |

| Arbitro: | Hennig |

|           |           |  |
| Weist 76’ | Marcatori |  |

| Arbitro: | Quindeau |

|                                         |           |                  |
| Heynckes 9’, 75’ Jensen 20’ Köstner 34’ | Marcatori | 32’, 88’ Røntved |

#### Girone di ritorno
| Arbitro: | Kindervater |

|                     |           |            |
| Nickel 7’ Kraus 74’ | Marcatori | 22’ Ohling |

| Arbitro: | Dreher |

|                    |           |           |
| Höttges 78’ (rig.) | Marcatori | 35’ Rumor |

| Arbitro: | Hillebrand |

|                                                   |           |                    |
| Sandberg 12’, 28’ Toppmöller 20’ Riedl 37’ (rig.) | Marcatori | 22’ (rig.) Höttges |

| Arbitro: | Klauser |

|                              |           |               |
| Kamp 60’ Görts 72’ Weist 78’ | Marcatori | 65’ Schneider |

| Arbitro: | Aldinger |

|             |           |         |
| Fürhoff 34’ | Marcatori | 3’ Kamp |

| Arbitro: | Biwersi |

|                                  |           |  |
| Røntved 11’ Weist 60’ Bracht 67’ | Marcatori |  |

| Arbitro: | Haselberger |

|                                       |           |                    |
| Zimmermann 37’ Geye 64’ Brei 68’, 79’ | Marcatori | 87’ (rig.) Höttges |

| Arbitro: | Eschweiler |

|  |           |                     |
|  | Marcatori | 62’ Roth 89’ Hoeneß |

| Arbitro: | Fork |

|                                                                  |           |           |
| Kostedde 3’, 73’ Hickersberger 23’ Janzon 44’ Höttges 54’ (aut.) | Marcatori | 45’ Röber |

| Arbitro: | Hennig |

|                              |           |  |
| Röber 8’, 46’ Weist 21’, 54’ | Marcatori |  |

| Arbitro: | Weyland |

|                           |           |                |
| Ohlicher 22’ Weidmann 67’ | Marcatori | 57’, 78’ Weist |

| Arbitro: | Messmer |

|                                     |           |            |
| Kamp 22’, 55’ Weist 36’ Røntved 57’ | Marcatori | 19’ Müller |

| Arbitro: | Dreher |

|                 |           |                                               |
| Gerber 66’, 75’ | Marcatori | 28’, 74’ Røntved 36’ (rig.) Höttges 48’ Röber |

| Arbitro: | Frickel |

|  |           |                  |
|  | Marcatori | 28’ Lütkebohmert |

| Brema 31 maggio 1975, ore 15:30 CET 32ª giornata | Werder Brema | 0 – 0 referto | Eintracht Braunschweig | Weserstadion (15 000 spett.)\| Arbitro: \| Kindervater \| |
| Arbitro:                                         | Kindervater  |               |                        |                                                           |

| Arbitro: | Weyland |

|                           |           |  |
| Bjørnmose 33’ Reimann 37’ | Marcatori |  |

| Arbitro: | Berner |

|           |           |                                         |
| Röber 17’ | Marcatori | 19’ Bonhof 40’, 87’ Heynckes 80’ Köppel |

### Coppa di Germania
| Arbitro: | Picker |

|                                                                                            |           |            |
| Erkenbrecher 1’, 14’ Görts 46’, 73’ Bracht 51’, 76’ Thygesen 52’, 68’, 85’ Ohling 59’, 88’ | Marcatori | 63’ Krumpf |

| Arbitro: | Zuchantke |

|                    |           |                                       |
| Borutta 75’ (rig.) | Marcatori | 45’, 72’ Weist 50’ Ohling 88’ Røntved |

| Arbitro: | Weyland |

|                      |           |                                            |
| Röber 52’ Ohling 98’ | Marcatori | 80’ (aut.) Klausmann 113’ (aut.) Burdenski |

| Arbitro: | Linn |

|          |           |                      |
| Jörg 39’ | Marcatori | 84’ Görts 86’ Bracht |

| Arbitro: | Hillebrand |

|  |           |                   |
|  | Marcatori | 7’ Röber 43’ Kamp |

| Arbitro: | Betz |

|  |           |                    |
|  | Marcatori | 60’ Thies 69’ Worm |

## Statistiche

### Statistiche di squadra
| Competizione      | Punti | In casa | In casa | In casa | In casa | In casa | In casa | In trasferta | In trasferta | In trasferta | In trasferta | In trasferta | In trasferta | Totale | Totale | Totale | Totale | Totale | Totale | DR  |
| Competizione      | Punti | G       | V       | N       | P       | Gf      | Gs      | G            | V            | N            | P            | Gf           | Gs           | G      | V      | N      | P      | Gf     | Gs     | DR  |
| ----------------- | ----- | ------- | ------- | ------- | ------- | ------- | ------- | ------------ | ------------ | ------------ | ------------ | ------------ | ------------ | ------ | ------ | ------ | ------ | ------ | ------ | --- |
| Bundesliga        | 25    | 17      | 8       | 4       | 5       | 30      | 23      | 17           | 1            | 3            | 13           | 15           | 46           | 34     | 9      | 7      | 18     | 45     | 69     | -24 |
| Coppa di Germania | -     | 3       | 1       | 1       | 1       | 13      | 5       | 3            | 3            | 0            | 0            | 8            | 2            | 6      | 4      | 1      | 1      | 21     | 7      | +14 |
| Totale            | 25    | 20      | 9       | 5       | 6       | 43      | 28      | 20           | 4            | 3            | 13           | 23           | 48           | 40     | 13     | 8      | 19     | 66     | 76     | -10 |

### Andamento in campionato
| Giornata  | 1  | 2  | 3  | 4  | 5  | 6  | 7  | 8  | 9  | 10 | 11 | 12 | 13 | 14 | 15 | 16 | 17 | 18 | 19 | 20 | 21 | 22 | 23 | 24 | 25 | 26 | 27 | 28 | 29 | 30 | 31 | 32 | 33 | 34 |
| --------- | -- | -- | -- | -- | -- | -- | -- | -- | -- | -- | -- | -- | -- | -- | -- | -- | -- | -- | -- | -- | -- | -- | -- | -- | -- | -- | -- | -- | -- | -- | -- | -- | -- | -- |
| Luogo     | C  | T  | C  | T  | C  | T  | C  | T  | C  | T  | C  | T  | C  | T  | T  | C  | T  | T  | C  | T  | C  | T  | C  | T  | C  | T  | C  | T  | C  | T  | C  | C  | T  | C  |
| Risultato | P  | P  | V  | P  | N  | P  | N  | P  | P  | P  | V  | P  | V  | P  | N  | V  | P  | P  | N  | P  | V  | N  | V  | P  | P  | P  | V  | N  | V  | V  | P  | N  | P  | P  |
| Posizione | 16 | 18 | 16 | 16 | 14 | 15 | 16 | 17 | 18 | 18 | 15 | 15 | 15 | 16 | 15 | 15 | 15 | 15 | 15 | 16 | 16 | 15 | 15 | 15 | 16 | 16 | 15 | 15 | 15 | 15 | 15 | 15 | 15 | 15 |

Legenda:

Luogo: C = Casa; T = Trasferta. Risultato: V = Vittoria; N = Pareggio; P = Sconfitta.

### Statistiche dei giocatori
| Giocatore       | Bundesliga | Bundesliga | Bundesliga  | Bundesliga | Coppa di Germania | Coppa di Germania | Coppa di Germania | Coppa di Germania | Totale   | Totale | Totale      | Totale     |
| Giocatore       | Presenze   | Reti       | Ammonizioni | Espulsioni | Presenze          | Reti              | Ammonizioni       | Espulsioni        | Presenze | Reti   | Ammonizioni | Espulsioni |
| --------------- | ---------- | ---------- | ----------- | ---------- | ----------------- | ----------------- | ----------------- | ----------------- | -------- | ------ | ----------- | ---------- |
| R. Assauer      | 34         | 1          | 1           | 0          | 5                 | 0                 | 0                 | 0                 | 39       | 1      | 1           | 0          |
| U. Bracht       | 30         | 2          | 3           | 0          | 6                 | 3                 | 1                 | 0                 | 36       | 5      | 4           | 0          |
| B. Brexendorf   | 5          | 0          | 0           | 0          | 1                 | 0                 | 0                 | 0                 | 6        | 0      | 0           | 0          |
| D. Burdenski    | 34         | 0          | 0           | 0          | 6                 | 0                 | 0                 | 0                 | 40       | 0      | 0           | 0          |
| P. Dietrich     | 12         | 0          | 0           | 0          | 1                 | 0                 | 0                 | 0                 | 13       | 0      | 0           | 0          |
| U. Erkenbrecher | 9          | 0          | 0           | 0          | 2                 | 2                 | 0                 | 0                 | 11       | 2      | 0           | 0          |
| K. Geils        | 6          | 0          | 0           | 0          | 1                 | 0                 | 0                 | 0                 | 7        | 0      | 0           | 0          |
| W. Görts        | 34         | 2          | 5           | 0          | 6                 | 3                 | 0                 | 0                 | 40       | 5      | 5           | 0          |
| F. Hiller       | 25         | 0          | 1           | 0          | 4                 | 0                 | 0                 | 0                 | 29       | 0      | 1           | 0          |
| H. Höttges      | 31         | 6          | 2           | 0          | 4                 | 0                 | 1                 | 0                 | 35       | 6      | 3           | 0          |
| K. Kamp         | 34         | 6          | 5           | 0          | 6                 | 1                 | 0                 | 0                 | 40       | 7      | 5           | 0          |
| U. Klausmann    | 19         | 1          | 0           | 0          | 3                 | 0                 | 0                 | 0                 | 22       | 1      | 0           | 0          |
| M. Kontny       | 17         | 0          | 0           | 0          | 2                 | 0                 | 0                 | 0                 | 19       | 0      | 0           | 0          |
| R. Meyer        | 0          | 0          | 0           | 0          | 1                 | 0                 | 0                 | 0                 | 1        | 0      | 0           | 0          |
| V. Ohling       | 26         | 4          | 2           | 0          | 4                 | 4                 | 0                 | 0                 | 30       | 8      | 2           | 0          |
| F. Ripke        | 3          | 0          | 0           | 0          | 0                 | 0                 | 0                 | 0                 | 3        | 0      | 0           | 0          |
| J. Röber        | 21         | 5          | 0           | 0          | 5                 | 2                 | 0                 | 0                 | 26       | 7      | 0           | 0          |
| P. Røntved      | 23         | 7          | 3           | 0          | 3                 | 1                 | 0                 | 0                 | 26       | 8      | 3           | 0          |
| P. Thygesen     | 7          | 0          | 0           | 0          | 3                 | 3                 | 0                 | 0                 | 10       | 3      | 0           | 0          |
| W. Weist        | 29         | 11         | 0           | 0          | 5                 | 2                 | 0                 | 0                 | 34       | 13     | 0           | 0          |
| D. Zembski      | 30         | 0          | 5           | 0          | 6                 | 0                 | 0                 | 0                 | 36       | 0      | 5           | 0          |